# Domarnämnden

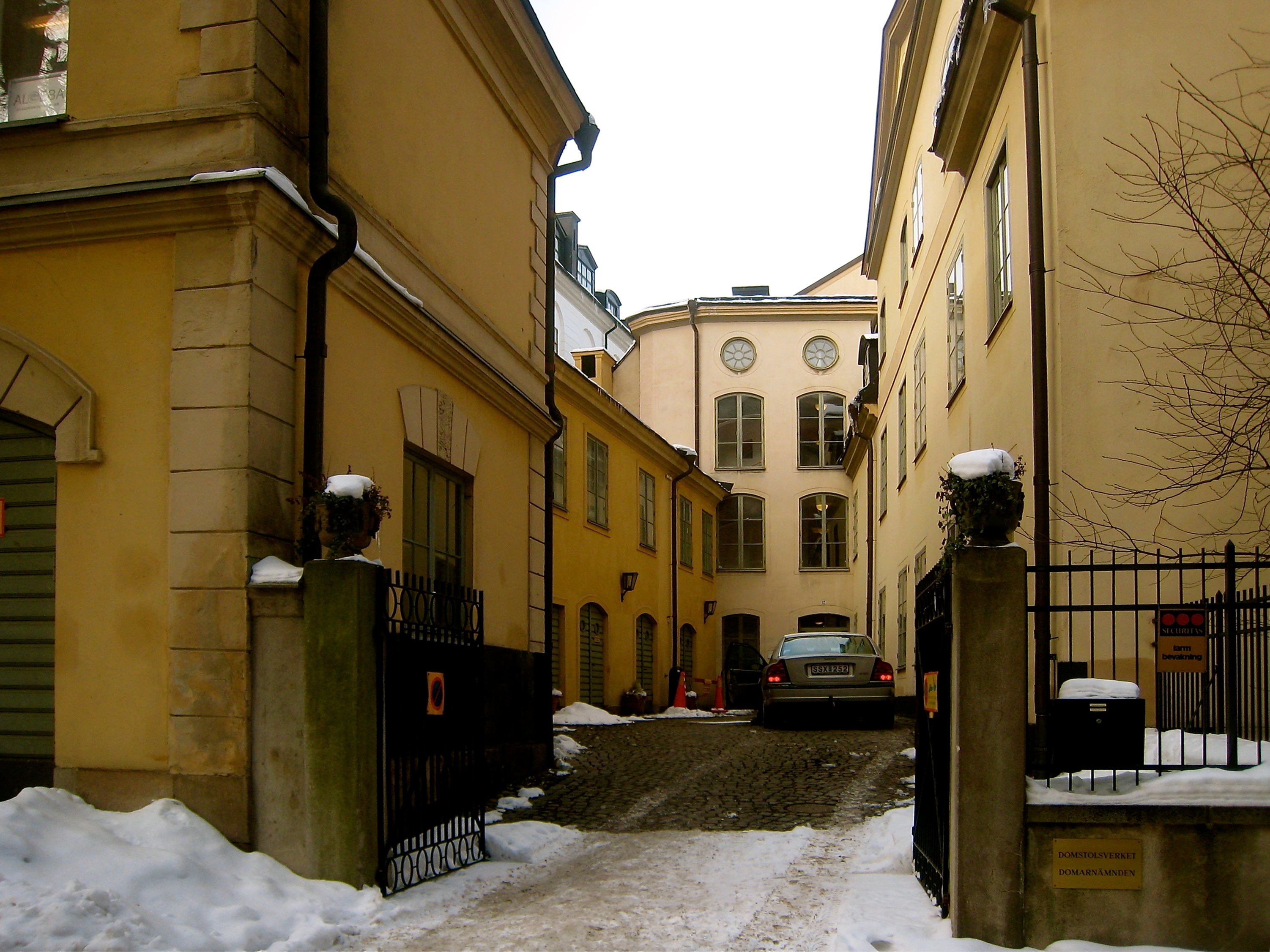
Domarnämndens entré 2010

Domarnämnden är en svensk statlig myndighet som sorterar under Justitiedepartementet. Den inledde sin verksamhet den 1 juli 2008 och ersatte då Tjänsteförslagsnämnden för domstolsväsendet (TFN). Domarnämnden har till uppgift att lämna förslag till regeringen i ärenden om anställning som domare eller hyresråd samt att i vissa fall pröva frågor om bisysslor för anställda inom domstolsväsendet.
Nämnden hade tidigare lokaler i Levins villa på Riddarholmen i Stockholm, och återfinns idag (2023) i det närbelägna Gamla riksdagshuset.